# Arrondissement Forbach
Arrondissement Forbach (fr. Arrondissement de Forbach) je bývalá správní územní jednotka ležící v departementu Moselle a regionu Lotrinsko ve Francii. Členila se dále na sedm kantonů a 73 obce. K 1. lednu 2015 byl sloučen s arrondissementem Boulay-Moselle do nově vzniklého arrondissementu Forbach-Boulay-Moselle.

## Kantony
- Behren-lès-Forbach
- Forbach
- Freyming-Merlebach
- Grostenquin
- Saint-Avold-1
- Saint-Avold-2
- Stiring-Wendel